# Копьехвостки
Копьехвостки, или лонхеиды (лат. Lonchaeidae) — семейство насекомых из надсемейства Tephritoidea.

## Внешнее строение
Чёрные металлически блестящие мухи длиной 3-6 мм. Жужжальца чёрные. Имеют сплюснутый дорсо-вентрально яйцеклад колющего типа.
Сегментация тела личинок хорошо выражена, передний конец тела заострён, а задний тупо обрублен. Ротовые части значительно склеротизированы.

## Биология
Обитают обычно в лесах. Личинки сапрофаги, фитофаги и хищники. Личинки Lonchaea и Dasiops живут под корой, питаются короедами и смолёвками. Виды Earomyia развиваются в шишках хвойных. Вид Loncaea chorea вёдет синантропный образ жизни, развивается в разлагающихся веществах. Кормовым растением для личинок Silba является инжир, а для Lamprolonchaea — цитрусовые (мандарины и лимоны).

## Классификация
В мировой фауне более 500 видов из 9-10 родов. К подсемейству Dasiopinae относится только род Dasiops, остальные роды включены в номинативное подсемейство Lonchaeinae.
- Dasiops Rondani, 1856
- Chaetolonchaea Czerny, 1934
- Earomyia Zetterstedt, 1842
- Lamprolonchaea Bezzi, 1920
- Lonchaea Fallén, 1820
- Neosilba McAlpine, 1982
- Protearomyia McAlpine, 1962
- Setisquamalonchaea Morge, 1963
- Silba MacQuart, 1851

## Распространение
Представители семейства встречаются по всему миру. Высокого разнообразия достигают в Голарктике, малочисленны в Австралии.